# OTAN (satellite)
Pour les articles homonymes, voir Otan (homonymie).

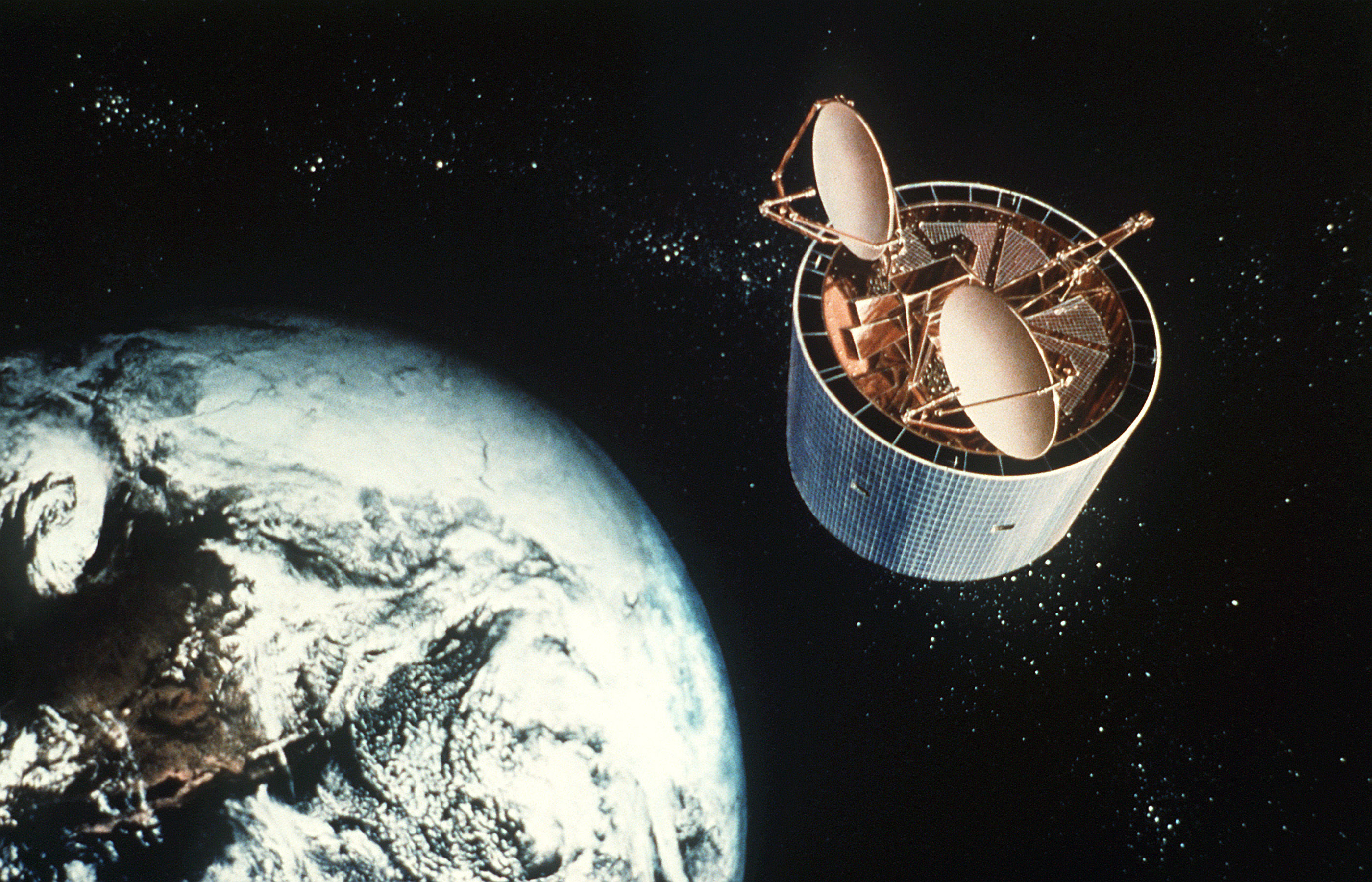
Représentation d'artiste d'un OTAN 2 en orbite.

OTAN (NATO, ou  NATO SATCOM selon l’appellation anglaise) est une famille de satellites de communication militaires géostationnaires qui fournit des services de communication stratégiques aux forces de l'OTAN entre 1970 et 2010.

## Historique

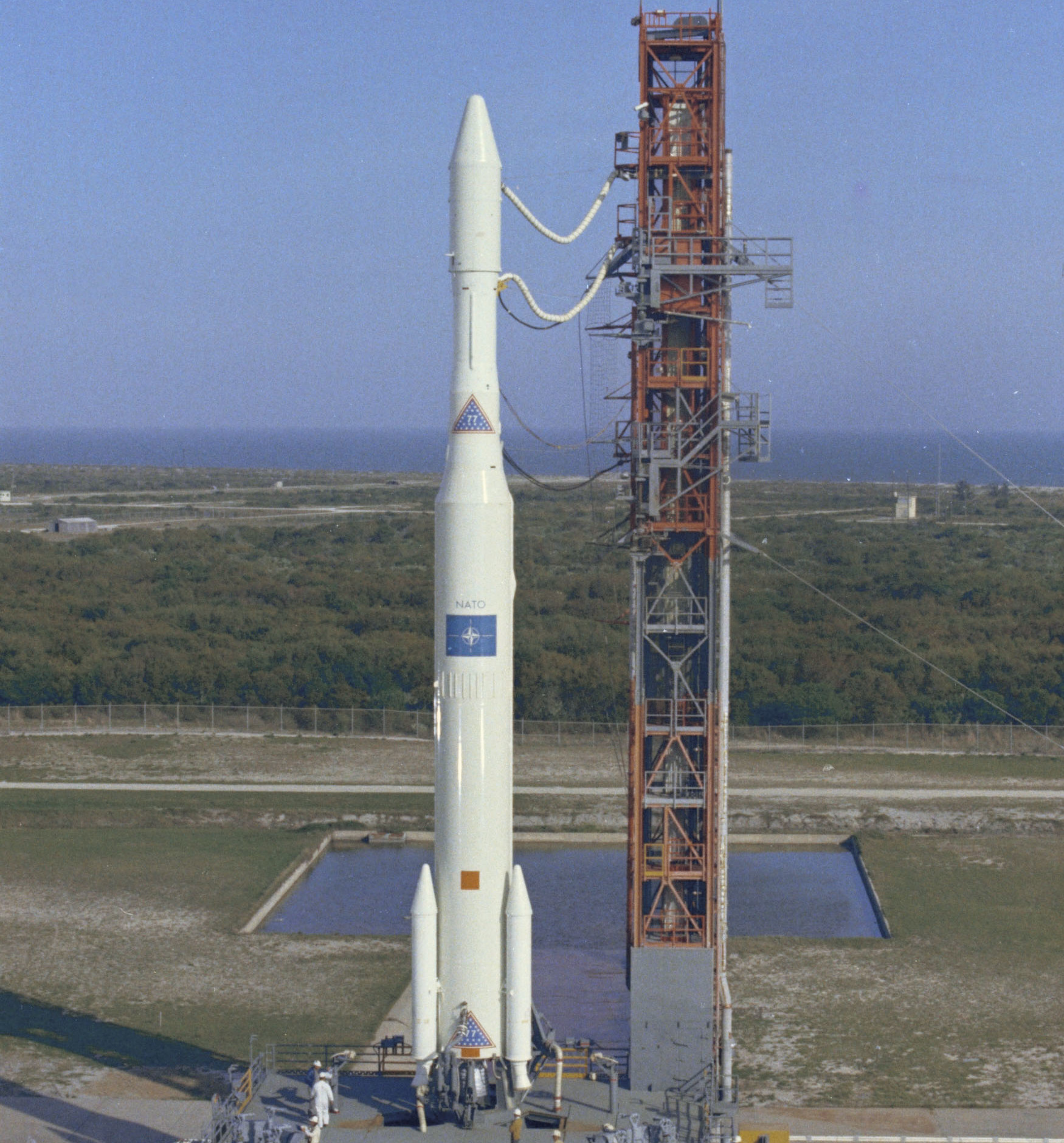
Le lanceur Delta M emportant le premier satellite OTAN le 20 mars 1970.

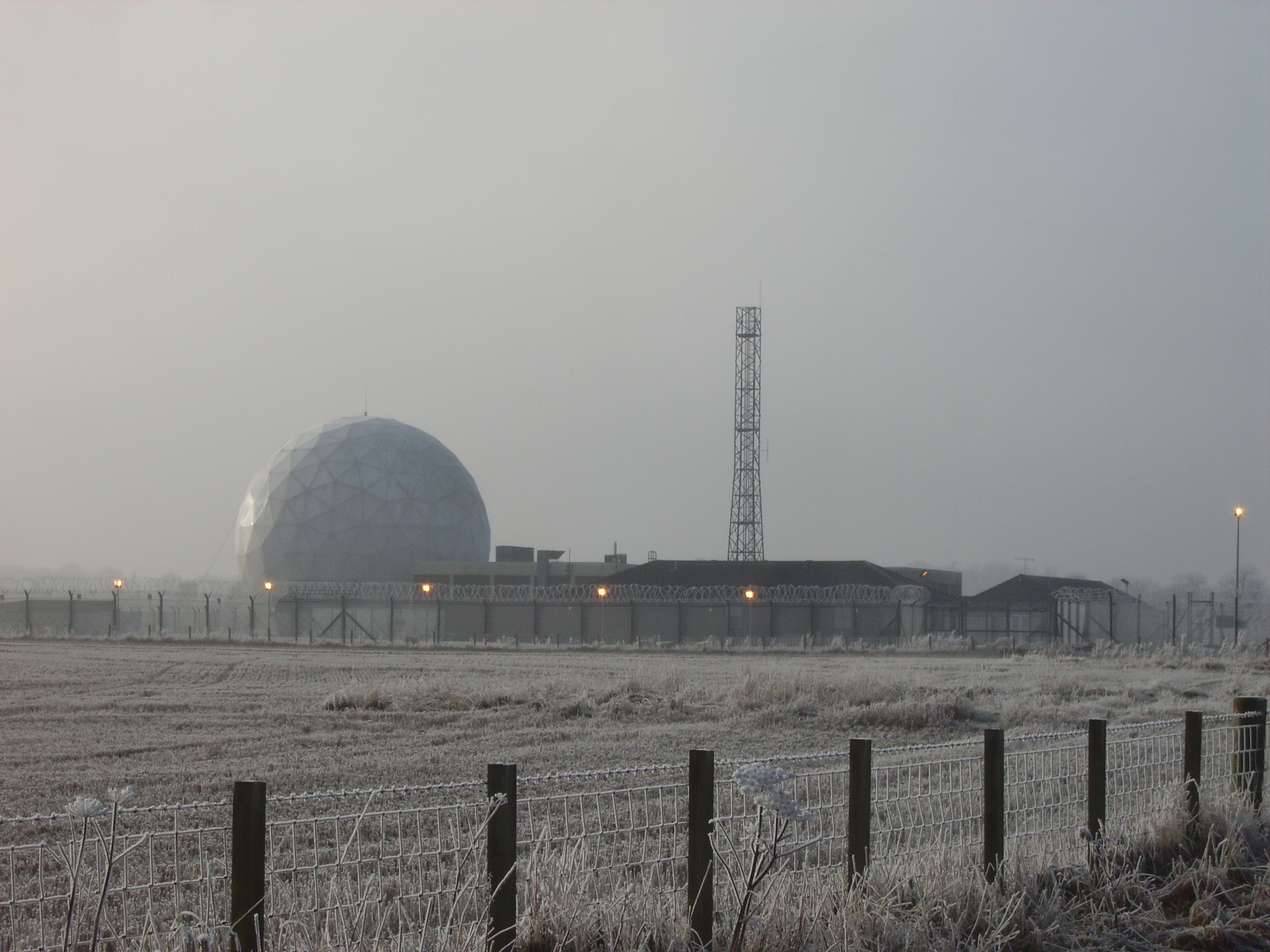
RAF Balado Bridge, une base de la Royal Air Force à Kinross en Écosse servant de station relais aux satellites de l’OTAN de 1985 à 2006 ,.

L'intérêt pratique de l'Organisation du traité de l'Atlantique nord pour l'utilisation des communications par satellite a commencé au début de 1966. En 1967, le programme de la phase I a été mis en œuvre pour acquérir une première expérience. Au cours de cette phase, des satellites du système du Defense Satellite Communications System ont été utilisés. Le programme de la phase II comprenait deux parties. La première étape comprenait la fourniture d'un segment spatial avec deux satellites géosynchrones. La deuxième étape portait sur l'amélioration de la capacité de survie grâce à l'introduction de techniques sophistiquées d'anti-brouillage. Une attention particulière est également accordée au système OTAN III, en tenant compte des aspects de la numérisation du système et des objectifs de performance. 
Le programme, au lancement du premier satellite NATO 2A le 20 mars 1970, est évalué avec la construction de douze stations terminales terrestres à 50 millions de dollars américains (
329 millions actuels) dont 40 % pour la construction des satellites et leurs lancements. Les stations d’émission-réception sont réparties dans les années 1970 dans douze pays membres de l’OTAN où elles jouent le rôle de centres de transmission et appuient le système OTAN intégré de télécommunications (NCIS). D'autres stations sont construites plus tard atteignant un total de 24, au Canada, il s'agit du NATO Satellite Ground Terminal Folly Lake (en) et d'une installation du complexe d'abris antiatomique Diefenbunker.
Les lancements depuis Cap Canaveral sont sous-traités à la NASA. Une fois en orbite, les satellites sont contrôlés par la Space and Missile Systems Organization - réorganisé en Space and Missile Systems Center (en) en 1979 - depuis la Los Angeles Air Force Base (en) et exploités par le système OTAN intégré de télécommunications (NCIS) de la NICSMA (NATO Integrated Communications System Agency) créée en 1971 qui deviendra l'Agence des systèmes de communication et d'information de l'OTAN (NATO Communications and Information Systems Services Agency (en)) . Elle cesse d'exister en juillet 1997, lors de sa fusion avec le Centre technique du SHAPE (STC) pour former l'Agence OTAN de consultation, de commandement et de contrôle (NATO Consultation, Command and Control Agency (en), NC3A) intégré en 2012 dans l'Agence d'information et de communication de l'OTAN.
Le 19 mai 1970, le NATO 2A est transféré au Grand Quartier général des puissances alliées en Europe, le NATO 2B suit le 3 février 1971.

## Modèles

### OTAN 1 à 3

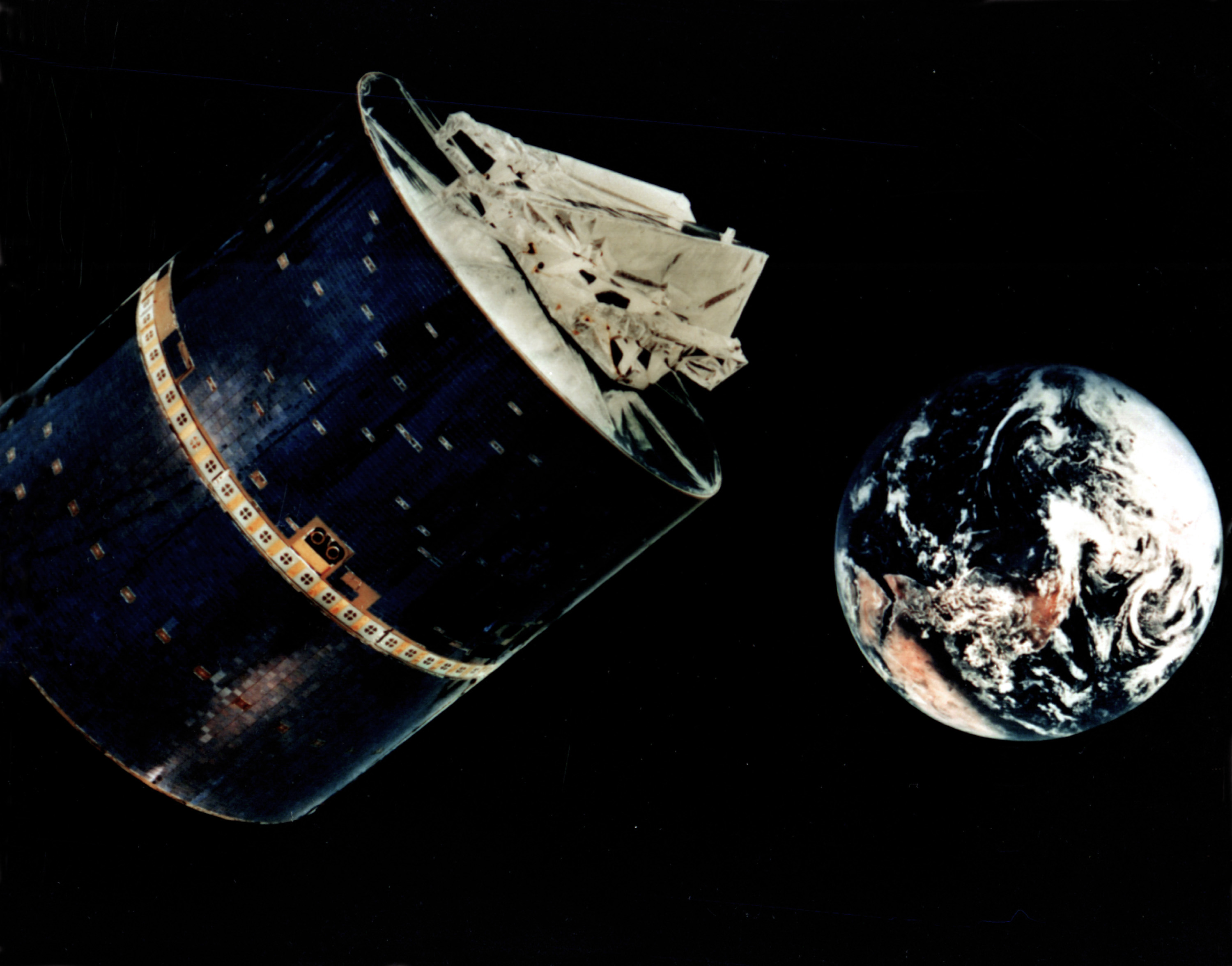
Représentation d'artiste d'un OTAN III en orbite.

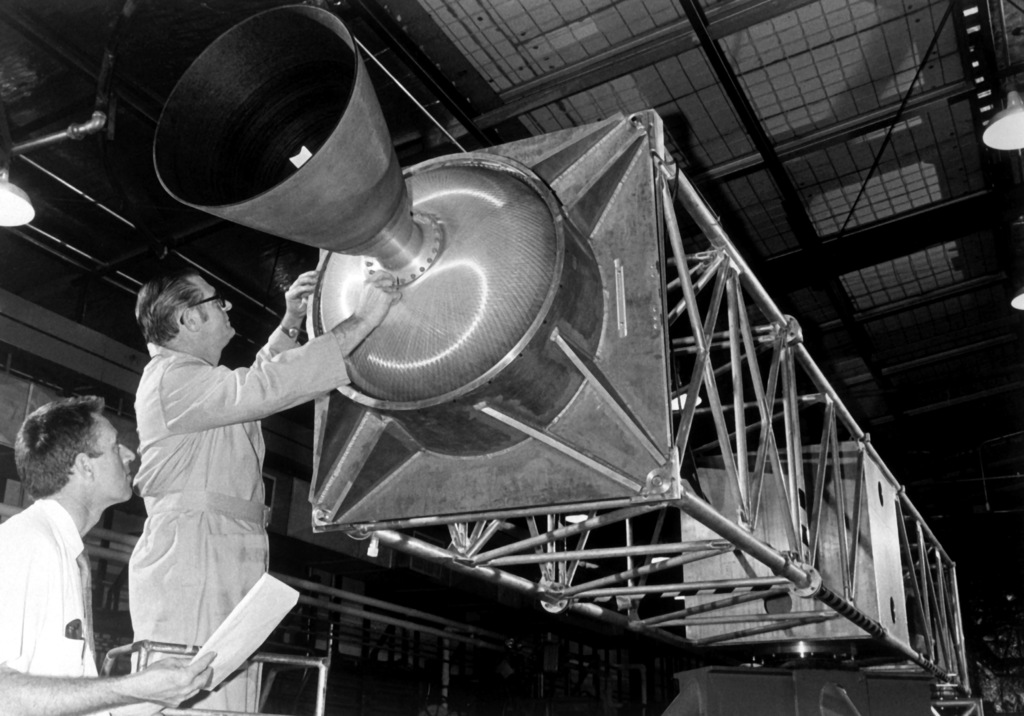
Préparation d'un moteur d'apogée d'un OTAN III au Arnold Engineering Development Complex le 1er avril 1974.

Les satellites OTAN 1, 2 et 3 (s'écrit également en chiffres romains) sont fabriqués comme par Ford Aerospace (en), au départ Philco-Ford Corporation. Les composants du sous-système de télécommunications et du sous-système de contrôle d'assiette sont fournis par la société britannique Marconi Space and Defence Systems (en) sous contrat passé par l’US Air Force.
Chaque satellite est un cylindre recouvert de cellules solaires, stabilisé par rotation, avec une plate-forme contre-rotative portant deux antennes cornet de télécommunication en bande 7-8 GHz. Ils ont la même plate-forme que les satellites britanniques Skynet et sont donc interopérables,.
Dans le cadre du système NATO III, NATO IIIC est placé en configuration de réserve sur orbite et sert de satellite de rechange et d ’appoint pour les  satellites NATO IIIA et B. Leur durée de vie théorique est de sept ans.

### OTAN 4
Ces satellites sont fabriqués par British Aerospace. De conception similaire aux Skynet IV, avec une plate-forme cubique (hauteur 2,1 m, longueur 1,9 m, profondeur 1,4 m) et deux panneaux solaires (envergure 16 m). Ils sont stabilisés sur les trois axes et communiquent par deux canaux UHF et quatre canaux SHF. La masse au lancement est de 1 434 kg.

## Liste des satellites
Les satellites OTAN 1 et OTAN 2 sont parfois numérotés OTAN 2A et 2B, en considérant que OTAN 1 est un des satellites de la constellation IDSCS du Defense Satellite Communications System des États-Unis, prêté pour un usage par l'OTAN.
| Modèle | Constructeur      | Date de lancement | Lanceur         | Identifiant COSPAR | Commentaires                              |
| ------ | ----------------- | ----------------- | --------------- | ------------------ | ----------------------------------------- |
| 1      | Ford Aerospace    | 20 mars 1970      | Thor Delta M    | 1970-021A          | hors service en mai 1972                  |
| 2      | Ford Aerospace    | 3 février 1971    | Thor Delta M    | 1971-009A          | hors service le 19 août 1976              |
| 3A     | Ford Aerospace    | 22 avril 1976     | Thor Delta 2000 | 1976-035A          | 18° Ouest, 376 kg au lancement            |
| 3B     | Ford Aerospace    | 22 janvier 1977   | Thor Delta 2000 | 1977-005A          | 135° Ouest, 680 kg au lancement           |
| 3C     | Ford Aerospace    | 19 novembre 1978  | Thor Delta 2000 | 1978-106A          | 706 kg au lancement, satellite de réserve |
| 3D     | Ford Aerospace    | 14 novembre 1984  | Thor Delta 3914 | 1984-115A          | désactivé en 2003                         |
| 4A     | British Aerospace | 8 janvier 1991    | Delta II        | 1991-001A          | désactivé en 2007                         |
| 4B     | British Aerospace | 8 décembre 1993   | Delta II        | 1993-076A          | désactivé en 2010                         |

## Remplacement
Le programme SATCOM post-2000 de l'OTAN (NSP2K) en place de 2005 à fin 2019 remplace ses satellites par la mise à disposition de satellites de trois nations, Syracuse 3 pour la France, Sicral 1 et 1Bis pour l'Italie, et Skynet 4 et 5 pour le Royaume-Uni pour un montant maximum de 457 millions d'euros. 
Pour la période 2015 à 2030, un accord impliquant quatre pays - France, Royaume-Uni, Italie et États-Unis — pour 1,120 milliard de dollars a été signé.